# 수춘삼반
수춘삼반(壽春三叛)은 중국 삼국시대 위나라 수춘 땅에서 일어난 세 차례의 반란을 말한다. 모두 사마씨 일족에 저항하는 것을 목적으로 삼았으며, 반란 지도자는 각각 왕릉, 관구검과 문흠, 제갈탄이다.
1. 왕릉의 난 :
왕윤의 조카인 왕릉은 사마씨의 꼭두각시인 조방을 몰아내고 조표를 황제로 세우려 하였다. 그러나 사마의가 이를 알게 되어 왕릉은 자살하였고, 사마의는 왕릉의 여동생을 잡아 죽이려 했으나 곽회의 서신을 받고 용서하였다. (곽회의 아내가 왕릉의 여동생이다.)
2. 관구검과 문흠의 난 :
사마의의 아들 사마사는 이풍, 장집, 하후현과 함께 자신을 죽이려던 조방을 폐위시키고 조모를 황제로 만들었다. 이에 반발한 관구검은 문흠을 초빙하여 사마씨 타도를 목적으로 수춘 및 회남 일대에서 반란을 일으켰다. 마지막 조씨 세력 부흥 운동이며 이 반란이 실패함에 따라 문흠과 문숙은 오나라의 손준에게 투항하였고 관구검은 처형당했다. 당초 윤대목은 사마사가 오래 살지 못할 것임을 알고 문흠을 찾아갔으나 문흠은 윤대목의 뜻을 알지 못했으며, 난 진압 직후 사마사도 최후를 맞이한다.
3. 제갈탄의 난 :
제갈탄은 자신의 아들 제갈정을 오나라로 보내 투항을 요청해 놓고, 오나라와 연합하여 사마소에게 반기를 들었다. 당초 사마소는 서서히 야망을 드러내 가충을 제갈탄에게 보냈고, 제갈탄이 사마씨가 아닌 조씨에 충성한다는 답을 하자 사마소는 악침에게 밀서를 보내고, 제갈탄에게도 밀서를 보내는데 제갈탄은 사신을 심문해 진실을 알고, 양주로 쳐들어가서 악참의 목을 자르고 회수 일대 10만 군과 양주군 4만을 동원해 물자를 준비하고 반란을 일으켰다. 손침은 전단, 전역, 주이, 문흠 등을 보내 제갈탄에 호응했으나 패한 주이를 처형하여 결국 오군들이 위에 항복한다.
또한 제갈탄은 종회의 계책을 사용한 사마소에 의해, 그리고 민심을 잃어서, 무너지고 만다. 제갈탄은 처형당하고, 제갈탄 휘하 병사들은 모두 투항을 거부하며 제갈탄과 운명을 같이 하였다.

## 같이 보기
- 촉한의 멸망
- 진의 오 정복

1. ↑  현재의 안휘성 서우 현